# ハアヴァカトロ

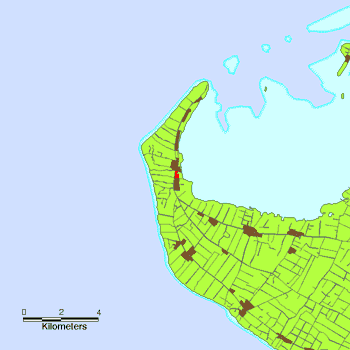
ハアヴァカトロ（赤）

ハアヴァカトロ（トンガ語: Haʻavakatolo）は、トンガタプ島西部地区にある村で、首都ヌクアロファから陸続きで約20km西方にある。南にフォウイ、北にコロヴァイがある。
ハアヴァカトロでは1960年代に設置された水道設備が約半世紀にわたって使われていたが、2010年頃になると水道管の水漏れや各種設備の老朽化などにより給水に支障をきたすようになっていた。そのため、日本国政府が草の根・人間の安全保障無償資金協力プロジェクト（GGP）によって給水設備を更新した後、2012年1月10日、日本の高瀬康夫大使によって正式に引き渡された。
3代目の駐日トンガ大使テヴィタ・スカ・マンギシが、ハアヴァカトロ出身である。